# Mollerussa
Mollerusa este o localitate în Spania în comunitatea Catalonia în provincia Lleida. În 2008 avea o populație de 13.675 locuitori. 
1. ↑  Nomenclátor Geográfico de Municipios y Entidades de Población (20240402 edition)
2. ↑   https://www.naciodigital.cat/lleida/noticia/50571/marc-solsona-revalidara-alcaldia-mollerussa-amb-psc-sense-vots-erc Lipsește sau este vid: |title= (ajutor)
3. ↑  Institut d'Estadística de Catalunya
4. ↑   http://www.idescat.cat/pub/?id=aec&n=925&t=2016 Lipsește sau este vid: |title= (ajutor)